# Дарий II
Дарий II (на персийски: داريوش دوم), (Dārayavahuš, „държащ доброто“, или „добронравен“, гръцки Δαρεῖος), е владетел на Ахеменидска Персия от 423 до 405 пр.н.е.

## Произход. Възкачване на престола
Дарий II е син на Артаксеркс I от негова вавилонска наложница. Наричан от гърците с прозвището Нотос (гр. Νόθος – „копелето“), поради съмнителното му родство с династията на Ахеменидите. Преди да стане цар се е наричал с името Ох (Ochus) и е бил сатрап на Хиркания.
След смъртта на Артаксеркс I на власт идва синът му Ксеркс II, който скоро след това е убит в дворцов заговор. Тогава бунт на сатрапите довежда до възкачването на Ох под името Дарий. Заема престола с помощта на началника на конницата Акбар, сатрапа на Египет Арксам и влиятелния евнух Артоксар. Екзекутира узурпиралия властта Согдиан, негов полубрат, както и всички, които участват в убийството на брат му Ксеркс ІІ.

## Управление
За властването на Дарий II, който изглежда се е намирал под влиянието на съпругата си Parysatis, се знае малко. Централната власт в Персийската монархия отслабва в резултат на интриги, заговори и въстания.
Началото на царуването му започва с въстание на сатрапа на Лидия Писуфн в 420 пр.н.е., подкрепян от елински наемници, начело с атинянина Ликон. Потушаването на въстанието е възложено на Тисаферн. Той подкупва наемниците и екзекутира лидийския сатрап в 415 пр.н.е. Получава като награда сатрапията Лидия, Кария и йонийските градове, а на Ликон дава обширни владения. Тисаферн сключва съюз и подкрепя финансово Спарта срещу Атина в хода на Пелопонеската война и умело лавира между двата воюващи полиса.
Аморг, незаконен син на Писуфн, вдига въстание в Кария, поддържан от атиняните. С помощта на Спарта въстанието е потушено през 412 пр.н.е., но понеже желае взаимното обезсилване на двете елински държави, Тисаферн често не изпълнява поетите задължения. Дарий ІІ решава да преустанови балансирането между двете елински държави. Тисаферн е отстранен и успява да запази за себе си само Кария.
През 410 пр.н.е. започва бунт на местното население в Долен Египет, което по-късно прераства във въстание за независимост, довело до отделяне на страната от Персийската империя.
По внушение на съпругата си, през 407 пр.н.е. царят назначава за сатрап в Мала Азия своя втори син принц Кир, известен като Кир Млади, поверява му големи пълномощия заедно с командването на войските там. Кир се споразумява с подвластните народи и управлява умело, с което печели доста привърженици. Това по-късно му помага да се вдигне на бунт против по-големия си брат – престолонаследника Артаксеркс II и довежда до междуособна война между двамата братя, след смъртта на Дарий II, който умира във Вавилон през 404 или 405 пр.н.е.